# Raspad SSSR-a
Raspad Sovjetskog Saveza jedan je od glavnih događaja s kraja 20. stoljeća i jedan od najvažnijih događaja u povijesti Rusije i drugih bivših sovjetskih zemalja. Raspad supersile posljedica je niza zbivanja između 19. siječnja 1990. do 31. prosinca 1991., što je rezultiralo slabljenjem Sovjetskog Saveza i dovelo do prestanka Hladnog rata. Mnoge od sovjetskih socijalističkih republika iskoristile su ove slabosti i proglasile svoju neovisnost; naposljetku su svih bivših 15 republika SSSR-a postale neovisne države.

## Razvoj događaja
U veljači 1990., Centralni komitet Komunističke partije Sovjetskog Saveza dopustila je višestranački sustav. U sljedećim tjednima nastale su nove političke stranke. Na prvim sljedećim izborima, nove političke stranke osvojile su puno mandata.
U siječnju 1990., sovjetski predsjednik Mihail Gorbačov posjetio je Litvu, koja je započela osamostaljenje, pokušavši ih odgovoriti od toga. Dana 11. ožujka 1990., Litva je proglasila neovisnost. Sovjetska vojska pokušala je spriječiti to, uključujući i upotrebu ekonomske blokade.
Dana 30. ožujka 1990. estonsko Vrhovno vijeće objavilo je, da je Estonija nezakonito okupirana od Sovjetskog Saveza i najavilo je osamostaljenje. Dana 4. svibnja 1990., slično se dogodilo u Latviji.
Postavljene su barikade u Rigi, kako bi se spriječio dolazak sovjetske vojske.
Dana 13. siječnja 1991., Sovjeti su zaposjeli televizijski toranj u Vilniusu u Litvi u pokušaju, da spriječe objavljivanje nacionalističkih poruka preko medija i uvedu medijsku šutnju i cenzuru. Četrnaest civila je ubijeno, uz mnogo ranjenih. Kasnije tog mjeseca, anti-sovjetski prosvjedi izbili su u Gruziji.
Dana 17. ožujka 1991. glasovalo se na referendumu o reformama u Sovjetskom Savezu. Armenija, Gruzija i Moldavija bojkotirale su referendum.
Dana 12. lipnja 1991., Boris Jeljcin osvojio je 57 % glasova na ruskim predsjedničkim izborima 1991., i pobijedio Gorbačovog favorita Nikolaja Rižkova.
U noći 31. srpnja 1991. ruska specijalna policija OMON došla je do litavske granice, ubivši sedam litavskih graničara. Ovo je oslabilo položaj Sovjetskog Saveza na nacionalnoj i međunarodnoj razini. Gorbačov je htio spriječiti raspad Sovjetskog Saveza davanjem većih ovlasti republikama. U kolovozu 1991. dogodio se neuspjeli državni udar u Moskvi te su uhićeni organizatori puča.
Posljednji korak u raspadu Sovjetskog Saveza dogodio se u prosincu 1991., kada su Ukrajinci masovno glasovali za odcjepljenje od Sovjetskog Saveza. Dana 8. prosinca 1991., čelnici Rusije, Ukrajine i Bjelorusije zajedno su potpisali sporazum u Minsku o službenom kraju Sovjetskog Saveza i osnivanju Zajednice Nezavisnih Država (ZND).
Raspad Sovjetskog Saveza bio je veliki udarac za gospodarstvo Kube. Država je izgubila 80 % svojeg uvoza, 80 % izvoza, a bruto domaći proizvod Kube pao je za 34 %.

## Poveznice
- Pad komunizma
- SSSR